# Finał Pucharu Polski w piłce nożnej 2005
Finał Pucharu Polski w piłce nożnej 2005 – mecze piłkarskie kończący rozgrywki Pucharu Polski 2004/2005 oraz mające na celu wyłonienie triumfatora tych rozgrywek, pomiędzy Dyskobolią Grodzisk Wielkopolski a Zagłębiem Lubin. Finał został rozegrany systemem pierwszy mecz i mecz rewanżowy. Pierwszy mecz został rozegrany 18 czerwca 2005 roku na Stadionie Dyskobolii Grodzisk Wielkopolski w Grodzisku Wielkopolskim, natomiast mecz rewanżowy został rozegrany 21 czerwca 2005 roku na Stadionie Zagłębia Lubin w Lubinie. Trofeum po raz 1. wywalczyła Dyskobolia Grodzisk Wielkopolski, który uzyskała tym samym prawo gry w kwalifikacjach Pucharu UEFA 2005/06. W wyniku ówcześnie mającej miejsce afery korupcyjnej w polskiej piłce nożnej trofeum zostało odebrane Dyskobolii 15 lat później i nie przyznane innemu klubowi.

## Droga do finału
| Dyskobolia Grodzisk Wielkopolski           | Dyskobolia Grodzisk Wielkopolski           | Dyskobolia Grodzisk Wielkopolski           | Runda        | Zagłębie Lubin | Zagłębie Lubin               | Zagłębie Lubin |
| Data                                       | Przeciwnik                                 | Wynik                                      | Runda        | Data           | Przeciwnik                   | Wynik          |
| ------------------------------------------ | ------------------------------------------ | ------------------------------------------ | ------------ | -------------- | ---------------------------- | -------------- |
| Klub rozpoczął rozgrywki od fazy grupowej. | Klub rozpoczął rozgrywki od fazy grupowej. | Klub rozpoczął rozgrywki od fazy grupowej. | I runda      | 03.08.2004     | Gawin Królewska Wola         | 2:1            |
| 22.09.2004                                 | Olimpia Sztum                              | 3:2                                        | Faza grupowa | 21.09.2004     | Górnik Polkowice             | 2:2            |
| 05.10.2004                                 | GKS Bełchatów                              | 2:1                                        | Faza grupowa | 24.10.2004     | Amica Wronki                 | 1:2            |
| 27.10.2004                                 | Piast Gliwice                              | 2:0                                        | Faza grupowa | 27.10.2004     | Kotwica Kołobrzeg            | 4:1            |
| 22.09.2004                                 | Olimpia Sztum                              | 4:1                                        | Faza grupowa | 21.09.2004     | Górnik Polkowice             | 2:0            |
| 05.10.2004                                 | GKS Bełchatów                              | 1:1                                        | Faza grupowa | 24.10.2004     | Amica Wronki                 | 1:2            |
| 27.10.2004                                 | Piast Gliwice                              | 3:0                                        | Faza grupowa | 27.10.2004     | Kotwica Kołobrzeg            | 6:1            |
| 16.03.2005                                 | Odra Wodzisław Śląski                      | 2:1                                        | 1/8 finału   | 15.03.2005     | KSZO Ostrowiec Świętokrzyski | 1:0            |
| 24.03.2005                                 | Odra Wodzisław Śląski                      | 2:1                                        | 1/8 finału   | 22.03.2005     | KSZO Ostrowiec Świętokrzyski | 2:2            |
| 11.05.2005                                 | Korona Kielce                              | 4:2                                        | Ćwierćfinał  | 11.05.2005     | Wisła Płock                  | 1:1            |
| 18.05.2005                                 | Korona Kielce                              | 2:2                                        | Ćwierćfinał  | 18.05.2005     | Wisła Płock                  | 3:0            |
| 06.06.2005                                 | Legia Warszawa                             | 1:1                                        | Półfinał     | 06.06.2005     | Wisła Kraków                 | 1:0            |
| 15.06.2005                                 | Legia Warszawa                             | 1:1 (k. 4:1)                               | Półfinał     | 15.06.2005     | Wisła Kraków                 | 3:1            |

## Tło
W finale rozgrywek zmierzyli się ze sobą wicemistrz Polski Dyskobolia Grodzisk Wielkopolski oraz Zagłębie Lubin, który rozgrywki ligowe w sezonie 2004/2005 zakończył na 12. miejscu.

## Finał
| Drużyna 1                        | Wynik dwumeczu | Drużyna 2      | Pierwszy mecz | Drugi mecz |
| -------------------------------- | -------------- | -------------- | ------------- | ---------- |
| Dyskobolia Grodzisk Wielkopolski | 2:1            | Zagłębie Lubin | 2:0           | 0:1        |

### Pierwszy mecz

#### Przebieg meczu
Mecz odbył się 18 czerwca 2005 roku o godz. 20:00 na Stadionie Dyskobolii Grodzisk Wielkopolski w Grodzisku Wielkopolskim. Sędzią głównym spotkania był Jacek Granat. Drużyna Dyskobolii Grodzisk Wielkopolski. Początek meczu był bardzo wyrównany, od 28. minuty, kiedy Piotr Piechniak zdobył głową pięknego gola, przewagę w grze zyskała drużyna prowadzona przez trenera Dušana Radolský’ego. Chwilę później okazję do zdobycia gola zmarnował Adrian Sikora, jednak w 31. minucie Bartosz Ślusarski zdobył gola na 2:0, ustalając tym samym wynik meczu oraz przybliżając swój klub do triumfu w rozgrywkach.

#### Szczegóły meczu
| 18 czerwca 2005 20:00 | Dyskobolia Grodzisk Wielkopolski · Piechniak 28' · Ślusarski 31' | 2:0Raport | Zagłębie Lubin | Stadion Dyskobolii Grodzisk Wielkopolski, Grodzisk Wielkopolski Widzów: 4 000 Sędzia: Jacek Granat (Warszawa) |
|                       |                                                                  |           |                | |

| Dyskobolia Grodzisk Wielkopolski: |    |                      |              |     |
|                                   |    |                      |              |     |
| BR                                | 12 | Sebastian Przyrowski |              |     |
| OB                                | 4  | Saša Cilinšek        |              |     |
| OB                                | 2  | Radek Mynář          |              |     |
| OB                                | 3  | Pancze Ḱumbew        |              |     |
| OB                                | 19 | Mićo Vranješ         |              |     |
| PO                                | 7  | Piotr Piechniak      |              |     |
| PO                                | 20 | Dušan Sninský        |              |     |
| PO                                | 8  | Andrej Porázik       | Żółta kartka |     |
| PO                                | 24 | Vadim Boreț          |              | 83' |
| NA                                | 17 | Adrian Sikora        |              |     |
| NA                                | 23 | Bartosz Ślusarski    | Żółta kartka |     |
| Zmiany:                           |    |                      |              |     |
| PO                                | 16 | Rafał Kaczmarczyk    |              | 83' |
| Trener:                           |    |                      |              |     |
| Dušan Radolský                    |    |                      |              |     |

| Zagłębie Lubin: |    |                      |              |     |
|                 |    |                      |              |     |
| BR              | 1  | Danijel Mađarić      |              |     |
| OB              | 20 | Paweł Strąk          |              |     |
| OB              | 27 | Vidas Alunderis      |              | 73' |
| OB              | 3  | Petr Pokorný         | Żółta kartka |     |
| OB              | 2  | Robert Kłos          |              |     |
| PO              | 14 | Dariusz Jackiewicz   | Żółta kartka |     |
| PO              | 13 | Tomasz Salamoński    |              |     |
| PO              | 18 | Sławomir Pach        |              | 46' |
| PO              | 26 | Łukasz Piszczek      |              |     |
| NA              | 16 | Grzegorz Niciński    |              | 46' |
| NA              | 15 | David Kalousek       |              |     |
| Zmiany:         |    |                      |              |     |
| PO              | 7  | Maciej Iwański       |              | 46' |
| PO              | 9  | Wojciech Łobodziński |              | 46' |
| PO              | 6  | Andrzej Szczypkowski |              | 73' |
| Trener:         |    |                      |              |     |
| Dražen Besek    |    |                      |              |     |

### Rewanż

#### Przebieg meczu
Mecz odbył się 21 czerwca 2005 roku o godz. 20:00 na Stadionie Zagłębia Lubin w Lubinie. Sędzią głównym spotkania był Mirosław Ryszka. Przewagę w grze miała drużyna Miedziowych, która miała w meczu sporo sytuacji do zdobycia gola. Jedyny gol padł w 22. minucie po strzale Macieja Iwańskiego z rzutu wolnego, jednak w całych rozgrywkach triumfowała drużyna przeciwna, dzięki wyższej wygranej w pierwszych meczu.

#### Szczegóły meczu
| 21 czerwca 2005 20:00 | Zagłębie Lubin · Iwański 22' | 1:0Raport | Dyskobolia Grodzisk Wielkopolski | Stadion Zagłębia Lubin, Lubin Widzów: 8 000 Sędzia: Mirosław Ryszka (Warszawa) |
|                       |                              |           |                                  |                                                                                |

| Zagłębie Lubin: |    |                      |              |     |
|                 |    |                      |              |     |
| BR              | 1  | Danijel Mađarić      |              |     |
| OB              | 2  | Robert Kłos          |              |     |
| OB              | 3  | Petr Pokorný         | Żółta kartka |     |
| OB              | 27 | Vidas Alunderis      | Żółta kartka | 82' |
| OB              | 9  | Wojciech Łobodziński |              |     |
| PO              | 19 | Grzegorz Bartczak    |              |     |
| PO              | 6  | Andrzej Szczypkowski | Żółta kartka |     |
| PO              | 7  | Maciej Iwański       |              |     |
| PO              | 15 | David Kalousek       |              | 85' |
| NA              | 18 | Sławomir Pach        |              |     |
| NA              | 16 | Grzegorz Niciński    |              | 30' |
| Zmiany:         |    |                      |              |     |
| NA              | 26 | Łukasz Piszczek      |              | 30' |
| PO              | 8  | Rafał Piętka         |              | 82' |
| PO              | 13 | Tomasz Salamoński    |              | 85' |
| Trener:         |    |                      |              |     |
| Dražen Besek    |    |                      |              |     |

| Dyskobolia Grodzisk Wielkopolski: |    |                      |              |     |
|                                   |    |                      |              |     |
| BR                                | 12 | Sebastian Przyrowski |              |     |
| OB                                | 4  | Saša Cilinšek        |              |     |
| OB                                | 2  | Radek Mynář          | Żółta kartka |     |
| OB                                | 3  | Pancze Ḱumbew        | Żółta kartka |     |
| OB                                | 19 | Mićo Vranješ         | 77'          |     |
| PO                                | 7  | Piotr Piechniak      |              |     |
| PO                                | 20 | Dušan Sninský        |              |     |
| PO                                | 8  | Andrej Porázik       |              | 53' |
| PO                                | 10 | Marcin Nowacki       |              | 79' |
| NA                                | 23 | Bartosz Ślusarski    | Żółta kartka |     |
| NA                                | 17 | Adrian Sikora        |              | 90' |
| Zmiany:                           |    |                      |              |     |
| PO                                | 6  | Michał Goliński      | Żółta kartka | 53' |
| OB                                | 5  | Marcin Łukaszewski   |              | 79' |
| PO                                | 16 | Rafał Kaczmarczyk    |              | 90' |
| Trener:                           |    |                      |              |     |
| Dušan Radolský                    |    |                      |              |     |

## Po finale
Pierwotnie trofeum wywalczyła Dyskobolia Grodzisk Wielkopolski, dzięki czemu awans do rundy kwalifikacyjnej Pucharu UEFA 2005/2006 uzyskała 4. drużyna w tabeli ligowej ekstraklasy 2004/2005, Wisła Płock.

## Utrata trofeum
2 września 2020 roku straciła trofeum w wyniku afery korupcyjnej i trofeum nie zostało przyznanie żadnej drużynie.